# Лясковиці (Куявсько-Поморське воєводство)
Лясковиці (пол. Laskowice, нім. Laskowitz) — село в Польщі, у гміні Єжево Свецького повіту Куявсько-Поморського воєводства.
Населення — 2572 особи (2011).
У 1975-1998 роках село належало до Бидгощського воєводства.

## Демографія
Демографічна структура станом на 31 березня 2011 року:
|          | Загалом | Допрацездатний вік | Працездатний вік | Постпрацездатний вік |
| -------- | ------- | ------------------ | ---------------- | -------------------- |
| Чоловіки | 1301    | 272                | 933              | 96                   |
| Жінки    | 1271    | 226                | 815              | 230                  |
| Разом    | 2572    | 498                | 1748             | 326                  |